# Digitalpaten
Digitalpaten begleiten Mitbürger zu den digitalen Medien und auf dem Weg ins Internet.

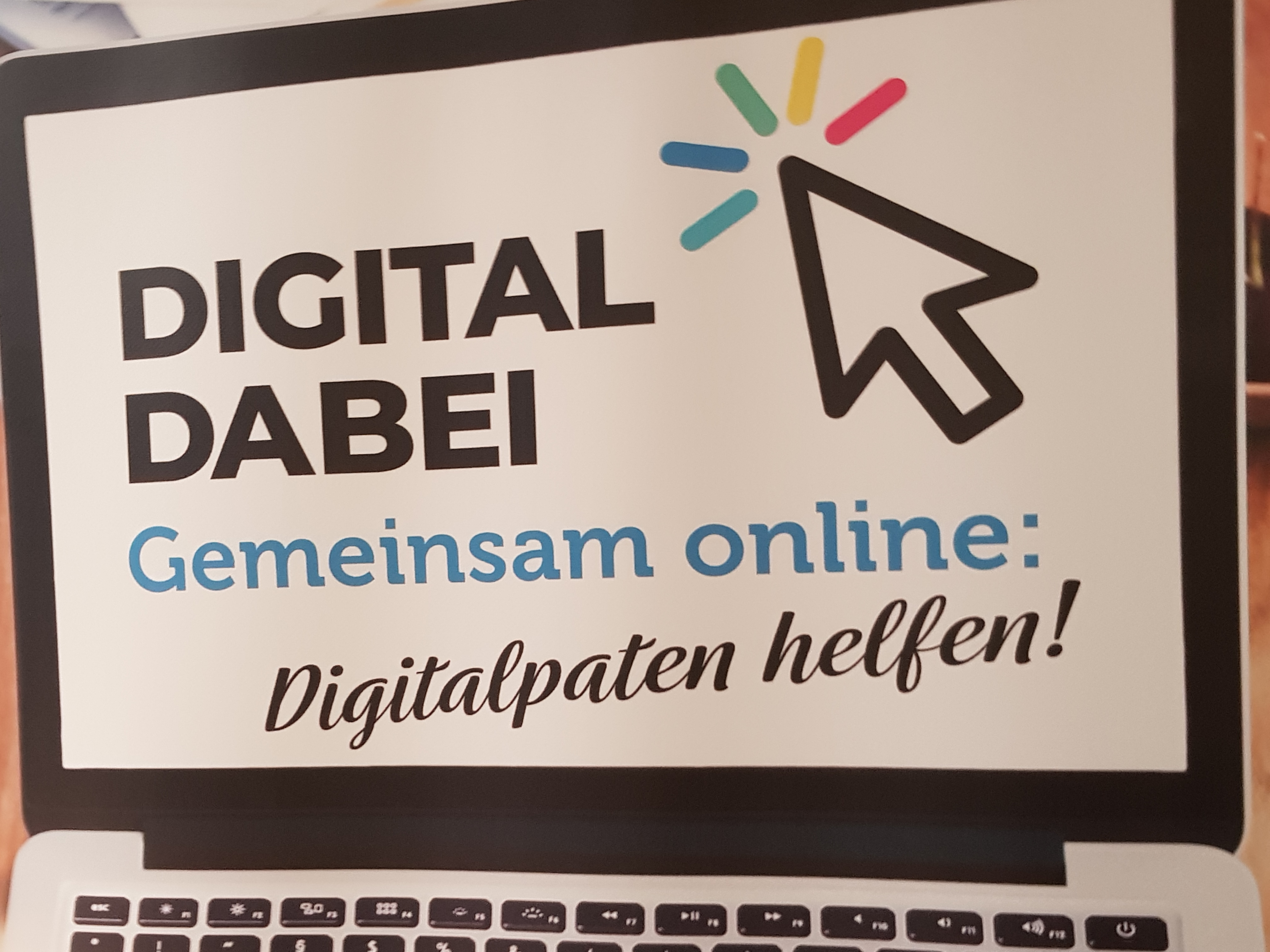
Digitalpaten helfen!

## Zielsetzung der Digitalpaten
Die Digitalisierung beherrscht immer mehr unseren Alltag. Es wird immer schwieriger, Dienstleistungen oder Produkte auf dem bisher gewohnten Weg zu erhalten. Für die Generation Ü65 ist es schwer mit der schnellen Digitalisierung der Gesellschaft mitzuhalten. Viele Angebote gibt es fast nur noch digital. Dabei kann das Internet helfen weiter selbstbestimmt leben zu können.
Selbst wenn ein smartes Endgerät und ein Internetzugang vorhanden sind, fehlt oftmals die Kompetenz in der Bedienung von Anwendungsprogramme (Apps) gepaart mit der Angst Dinge falsch oder gar kaputt zu machen.
Viele Ältere sind bemüht mit der Digitalisierung Schritt zu halten und selbst Kompetenz zu erwerben. Jedoch gibt es genauso eine große Gruppe, die sich bisher noch überhaupt nicht am Prozess der Digitalisierung beteiligt hat, weil sie nicht wollen oder können oder sie haben einfach Angst vor der neuen Technik.
Genau hier setzen die Digitalpaten an. Ihr Motto und Ansporn ist:
Wie schaffen es die Digitalpaten, die digitale Welt für ältere Mitbürger verständlich zu machen und sie zu befähigen sich darin selbstständig zurecht zu finden!

## Beratung durch die Digitalpaten
Die Digitalpaten zeigen und erklären das Einrichten und die Handhabung von Smartphones, Tablets und Laptops. Sie weisen auf die Möglichkeiten der digitalen Angebote in den verschiedenen Apps hin, damit die Beratenden neugierig werden und die Chancen der digitalen Welt akzeptieren.

### Beratungsangebote der Digitalpaten

#### Allererste Schritte
- Beratung bei Beschaffung eines Senioren-Smartphone,
- Schutzhülle ums Smartphone legen,
- Anschalten,
- Mit dem Finger Wischen, Streichen anstatt zu Drücken
- Einstellungen -über das Zahnrad mit dessen Menue-Führung,
- Sprache auswählen,
- Tastenbelegung,
- Bedeutung der Symbole in der Startleiste,
- SIM-Karte, SD-Karte einlegen,
- Tastatur-Ebenen verstehen

#### Einrichten und Bedienen von Smartphone, Laptop, PC
- WLAN einrichten und verbinden,
- Datenübertragung aus bisherigen Geräten über Bluetooth, WLAN, Kabel,
- Internetverbindung einrichten,
- Fotos machen, abspeichern und wiederfinden,
- Vorinstallierte Apps erkunden,
- Nützliche Apps aus Google Play für Android-Geräte oder aus dem App Store für I-Phones installieren,
- Screen-Shots des Smartphones aufnehmen und wiederfinden.[3]

#### Kommunikation
- Telefonieren und Anruf entgegennehmen,
- Kontakte einrichten und mit ihnen verbinden
- E-Mailkonto einrichten,
- Erste Schritte um E-Mails selbstständig zu schreiben,
- Spracheingabe per Mikrophon
- Lernen WhatsApp- oder Signal-Nachrichten an Verwandte und Bekannte zu verschicken,
- SMS senden und empfangen
- Videoanrufe zu tätigen,
- Im Notfall mit dem Smartphone Hilfe anfordern.

#### Nützliche Apps
- Verkehrsapps und Bahnapps mit Fahrplanauskunft und Ticketbestellung,
- Wanderapps,
- Karten-Maps mit Routenplaner,
- Musik oder Video-Apps.

#### Zugang zu Portalen und für Terminvereinbarungen
- Termin im Bürgerbüro buchen,
- Hilfestellung bei Arztterminen,
- Hilfestellung bei der Bestellung von Konzert- oder Theaterkarten,
- Online Karten Bestellungen für Veranstaltungen oder dem Freibad.

#### Versandhandel
- Erste Schritte bei Online-Bestellungen,
- Erste Schritte, um bei Kauf- bzw. Verkaufsportalen Waren zu kaufen oder zu verkaufen.

#### Smartphone Personalisieren
- Mit der Menue-Führung in Einstellungen (Zahnrad) das Smartphone personalisieren,
- Sperrbildschirm Muster festlegen (Displaysperre),
- Klingelton und Benachrichtigungsanzeige einstellen,
- Datenschutzbestimmungen akzeptieren,
- Speicherplatz für Fotos festlegen.

#### Bluetooth
- Musik und Internetvideos vom Smartphone auf ein anderes Gerät streamen,
- Hörbücher bestellen und abhören über Lautsprecher oder Kopfhörer.

## Schulungsmaterial und Kurse
- Bedienungsanleitung der Geräte,
- Internetangebote „Smartphone Kurs für Senioren“,
- Leitfaden für Trainerinnen und Trainer,[4]
- Hinweis auf Online-Tutorials im Internet, (Fast jedes Problem hatte schon ein Anderer und hat dazu Hilfestellungen ins Internet gestellt).

## Was Digitalpaten nicht anbieten
- Online-Banking,
- Finanzsoftware,
- Amtliche Formulare ausfüllen,
- Finanzamt Elster Software,
- Dienstleistungen wie Fotos, Audio-Kassetten oder Videos zu digitalisieren.

## Ansprech- und Beratungsorte für Digitalpaten
Inzwischen gibt es bundesweit eine Vielzahl an Initiativen und Kurse, um älteren Menschen die digitale Welt näherzubringen. Man muss im Internet nur die Stichworte „Digitalpaten“ oder „Smartphone Kurs für Senioren“ oder „Digital Senioren“ eingeben, um auf eine Fülle an Angeboten zu stoßen.
Die Digitalpaten informieren vor Ort, dort wo sie den Menschen am nächsten sind, in lokalen Beratungs-, Lern- und Unterstützungsangeboten.
- Sprechstunde in der Stadtbücherei,
- Sprechstunden in Nachbarschaftszentren, AWO oder Seniorenzentren,
- In Einzelfällen werden auch persönliche Einzelberatung zu Hause erteilt.[1][5][6]

### Digital-Kompass
Unter dem Dach des „Digital-Kompass“es sind bundesweit Standorte und Anlaufstellen zusammengefasst, für Menschen, die Unterstützung im Umgang mit digitalen Medien und Geräten suchen.